# Ullung-do
Ullung-do (také Dagelet, korejsky 울릉도) je jihokorejský ostrov, který leží asi 120 km na východ od Korejského poloostrova v Japonském moři. Leží 87 km na západ od ostrova Tokdo, který je dlouhodobě předmětem sporu mezi Korejskou republikou a Japonskem. Ostrov je sopečného původu. Je známý svým přírodním bohatstvím, a proto je populární turistickou destinací. Dalším důležitým ekonomickým sektorem je rybolov, proslulý je zde zejména lov olihní.
Největším městem na ostrově je přístav Dodong, který je také hlavním dopravním uzlem zajišťujícím spojení s korejskou pevninou. Ullung-do je charakteristický strmými skalnatými svahy a je vrcholem stratovulkánu, jenž se zvedá z mořského dna. Nejvyšší bod ostrova je Songin-bong, vrchol má v nadmořské výšce 984 metrů. Ostrov má rozlohu 73,15 km² a žije na něm 10 426 obyvatel. Spadá pod kraj Ullung v provincii Severní Kjongsang.

## Historie
První historicky doloženou zmínku o Ullung-do můžeme nalézt v ''Samguk Sagi'' z roku 512. V tom roce sillský generál Kim Isabu ostrov dobyl, do té doby byl autonomním národem Usan-guk.
Usan-guk nicméně pod nadvládou Silly nezůstal a ostrov se tak stal permanentní politickou součástí Koreji až v roce 930, kdy byl anektován státem Korjo. Ullung-do bylo v období pozdního Korja a rané dynastie Čoson několikrát napadeno. V 11. století bylo zdevastováno nájezdy pirátů Džurdžen a pirátů Wo-kchou ve 14. století.

## Geografie a podnebí
Ullung-do je sopečný ostrov, který se zvedl z mořského dna během kenozoického období a skládá se z trachytu, andezitu a čediče. Vulkanická aktivita spojená s horkými skvrnami vytvořila kromě Ulleung-do i podmořské útvary, jako například podmořské pohoří generála Isabu, podmořské pohoří Simheungtaek a ostrov Tokdo.
Ostrov je tvořen především latitem. Kolem roku 8000 př. n. l. došlo k velké explozivní erupci, která odřízla vrchol sopky a vytvořila kalderu.
Uprostřed ostrova leží vrchol Songin-bong. Na severu ostrova se nachází pánev Nari, která je součástí kaldery, a zároveň jedinou rovinatou oblastí na celém ostrově. Sladkovodní ekosystém Ullung-do závisí spíše na podzemní vodě, která pochází právě z pánev Nari, než na vodě dešťové.
Ullung-do má vlhké subtropické podnebí (Köppenova klasifikace podnebí Cfa), které spíše připomíná západní pobřeží Japonska než Koreu, protože v zimě jsou zde vydatné srážky, i když méně než ve velmi vlhkých městech jako je Kanazawa nebo Akita.
- Nejvyšší teplota: 35,4 °C dne 8. srpna 2013
- Nejnižší teplota: -13,6 °C dne 26. února 1981
- Nejvyšší denní srážky: 257,6 mm dne 3. září 1981
- Nejvlhčí rok: 2 236,9 mm v roce 2003[10]

## Flora a fauna
V minulosti byly v okolních vodách loveny velryby japonské a ploutvonožci. Historické záznamy hovoří také o výskytu plejtváků myšok a dalších kytovců, včetně plejtváků malých a delfínů.
Výzkum z roku 2003 odhaduje, že na ostrově žije přibližně 1 177 druhů hmyzu.
Ostrov a okolní vody byly v roce 2014 zaregistrovány jako chráněná mořská oblast s cílem zachovat bohatou biodiverzitu.